# Egidius Braun
Pour les articles homonymes, voir Braun.
Egidius Braun (né le 27 février 1925 à Breinig en Rhénanie-du-Nord-Westphalie et mort le 16 mars 2022) a été de 1992 à 2001 le huitième président de la Fédération allemande de football.
Il a été promu grand commandeur de l'ordre du Mérite de la République fédérale d'Allemagne (Großes Bundesverdienstkreuz mit Stern und Schulterband) en 2001.